# アオサ藻綱
アオサ藻綱 (アオサそうこう) (学名：Ulvophyceae) は、緑藻植物門に属する綱の1つ。2020年現在2,000種ほどが知られ、アオサ、シオグサ、カサノリ、イワヅタ (イワズタ) など海藻として知られる緑藻のほとんどはアオサ藻綱に属する。多くは多細胞性または多核嚢状性の大型藻であるが (右図)、微細な単細胞や糸状体の種もいる。
核分裂は閉鎖型 (核分裂中も核膜が維持される)、中間紡錘体は後期まで残存する。細胞質分裂はふつう細胞膜の環状収縮によって起こり、その際にファイコプラスト (分裂面に平行な微小管群) は生じない。鞭毛細胞の鞭毛装置は回転対称の交叉型であり、向かい合う基底小体は上から見て反時計回り方向にずれて配置する。有性生殖を行うものでは、配偶体と胞子体の間で世代交代を行うものが多い。多くは海 (沿岸域) に生育するが、マリモのように淡水に生育するものやスミレモのように陸上に生育するものもいる。ヒトエグサやアオノリ、クビレヅタ (海ぶどう) など食用とされるものも含まれる。

## 特徴

### 体制
アオサ藻綱に見られる体制 (大まかな体のつくり) は単細胞性、群体性、多細胞性、多核嚢状性と極めて多様である (下図1)。多くは肉眼視できる大きさの藻体を形成するが、顕微鏡でなければ判別できない微細藻もいる。アオサ藻綱の中で、ウミイカダモ属 (ウミイカダモ目) のみは栄養体に鞭毛をもつ (単細胞性または群体性)。多細胞性のものの中には、無分枝糸状 (下図1a)、分枝糸状 (下図1b)、管状または膜状のもの (下図1c) などが知られる。シリオミドロ属 (ヒビミドロ目) やシオグサ目のように、多核細胞からなる糸状体を形成するものもおり、このような体制は多核有隔性 (siphonocladous) ともよばれる (下図1a, b)。カサノリ目やハネモ目の藻体は細胞隔壁を欠く多核嚢状性（siphonous, coenocytic）であり、単純な糸状のもの（例：ハネモ属）から無隔壁の細胞糸が複雑に絡み合った藻体を形成するもの（例：ミル属など；下図1e–g）まである。
多細胞や多核嚢状性のものでも複雑な組織・器官分化は見られないが、付着部が仮根状になるもの (例：アオサ属) や葉緑体を多く含む膨潤部（小嚢）が表層に密集した藻体を形成するもの (ミル属; 下図1g)、茎状部・葉状部・仮根をもつもの (イワヅタ属; 下図1e) など、ある程度の分化を示すものはいる。原形質連絡をもつものは、スミレモ目に限られる。

### 細胞壁

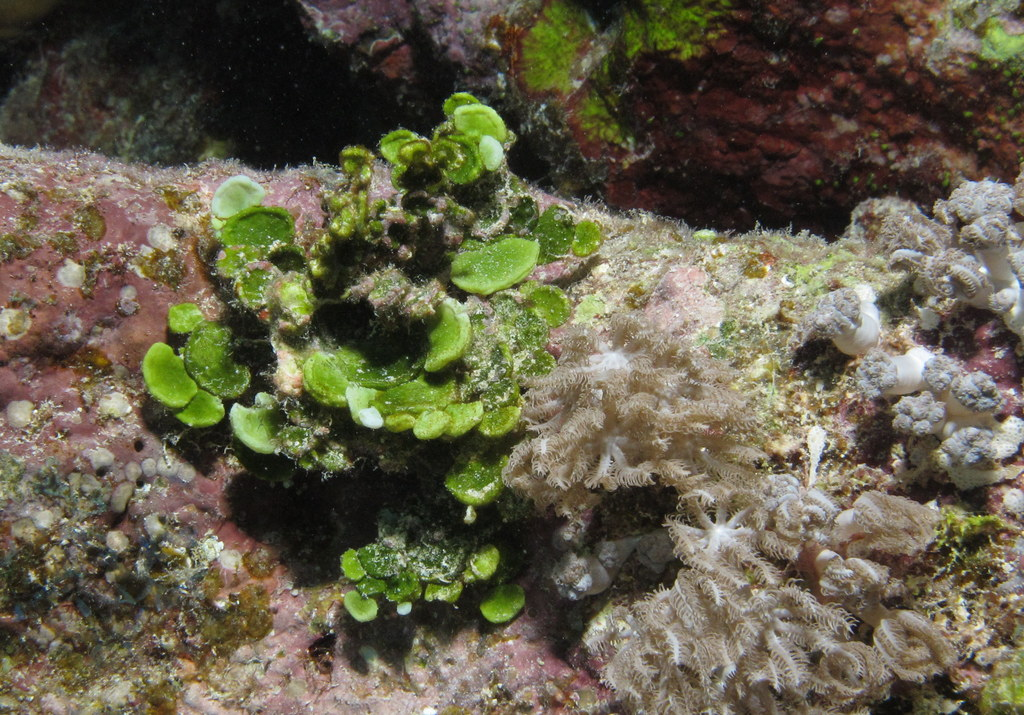
2. 細胞壁が石灰化するサボテングサ属 (ハネモ目)

栄養細胞は細胞壁で囲まれるが、鞭毛性のウミイカダモ属のみは細胞外被を欠く。細胞壁を構成する繊維性多糖はふつうセルロースであるが、キシランやマンナンを主成分とするものもおり、同一種でも世代によって変わることがある。調べられているものでは、セルロース合成酵素複合体は複列線状。カサノリ目やハネモ目では、細胞壁に炭酸カルシウムがアラゴナイト (アラレ石) の形で沈着して石灰化するものもいる (右図2)。このようなアオサ藻は、熱帯海域における石灰堆積物の主要構成要素となることがある (下記参照)。

### 細胞構造
細胞は単核または多核性。核分裂は閉鎖型 (核膜は維持される)、中間紡錘体は終期残存型。極にはふつう中心小体が存在する。スミレモ目を除き、細胞質分裂は細胞膜の環状収縮によって起こり、フラグモプラストやファイコプラストなどの微小管の関与はない (ただし一部の種では分裂面に微小管が見られることがある)。スミレモ目は例外的であり、細胞板形成による細胞質分裂を行い、分裂面に垂直に分布するフラグモプラスト様構造が出現する。スミレモ目では、このような細胞質分裂によって原形質連絡様構造が形成される。多核性の種では、核分裂と細胞質分裂は同調しないが、一定の範囲内では多数の核分裂が同調することが知られている。またシオグサ目の一部 (バロニア、キッコウグサなど) は、大きな多核細胞が多数の細胞に同時に分裂する分割型細胞分裂 (分離細胞分裂、segregative cell division) を行う。
大型の細胞では、ふつう細胞は大きな液胞で占められており、それ以外の原形質は細胞表層に薄く分布している。カサノリ目やハネモ目では活発な原形質流動を示し、細胞小器官などが藻体中を移動する。シオグサ目の藻体は大型の細胞からなるが、活発な原形質流動は見られない。
葉緑体はふつう細胞膜に沿った側膜性、1細胞に1個〜多数、形態はカップ状、板状、盤状、網状など多様である。葉緑体中にはふつうピレノイドが存在する。ピレノイドは2枚の皿形デンプン鞘で覆われ、その間にチラコイド膜が貫通するものが多いが、他にもさまざまなタイプが知られている。ハネモ目の一部では、色素体DNAがピレノイドに局在する。またハネモ目の一部では、葉緑体とアミロプラスト (デンプン粒を多く含み光合成能を欠く色素体) が同時に存在する色素体の異型性（heteroplastidy）を示す。アオサ藻のカロテノイド組成には多様性が見られ、緑色植物に一般的なものに加えて、ロロキサンチンをもつものや、シフォナキサンチンをもつものなどが知られる。

### 鞭毛細胞

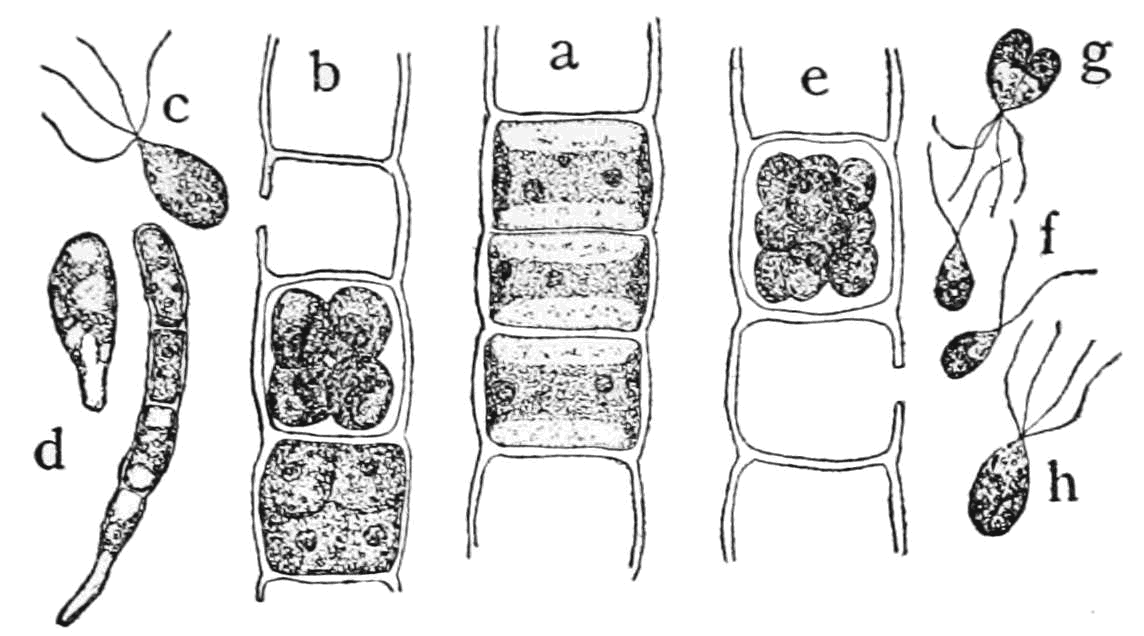
3. ヒビミドロ属 (ヒビミドロ目) の配偶体は単列糸状であり (a)、遊走子は4本鞭毛 (c)、配偶子は2本鞭毛 (f)。

鞭毛細胞は、遊走子 (鞭毛をもつ胞子) や配偶子など生活環の一時期に限られる (ウミイカダモ属のみは栄養体が鞭毛をもつ)。鞭毛細胞はふつう裸であるが、ヒビミドロ目の一部では、プラシノ藻に一般的な有機質鱗片（方形型）で覆われている。鞭毛細胞のうち、配偶子はふつう2本鞭毛性 (右図3f)、遊走子は4本鞭毛性であるが (右図3c)、2本鞭毛性の鞭毛細胞が無性的に栄養体に発生することもある。ハネモ目の一部では、多数の鞭毛が冠状に生じた (冠鞭毛 stephanokont) 遊走子を形成する。
鞭毛装置は基本的に回転対象の交叉型であり、向かい合う基底小体は上から見て半時計方向にずれて配置している (反時計回り型 counterclockwise, CCW；11/5時型 11/5 o’clock)。ふつう鞭毛細胞は眼点をもち (ハネモ目の遊走子など眼点を欠くものもある)、配偶子は正の走光性、動接合子や遊走子は最終的には負の走光性を示すことが多い。

### 生殖と生活環
有性生殖を行うものでは、生活環の様式は多様である。配偶体と胞子体の間で世代交代を行うものが多いが (単複世代交代型生活環)、そのパターンは多様である。アオサ目やシオグサ目の多くでは、ほぼ同形の配偶体と胞子体が世代交代を行う (同形世代交代)。配偶体と胞子体が異なる形・大きさである場合もあり (異形世代交代)、ハネモ目では配偶体が大型のもの（例：ハネモ属）と胞子体が大型のもの（例：ツユノイト属）がある。ハネモ目の中で、ミル属やイワヅタ属は世代交代を行わず、複相単世代型生活環 (配偶子のみが単相) とされることが多いが、異論もある (接合子が減数分裂を経て成長する)。カサノリ目では、接合子は複相単核のまま藻体を形成するが、やがてその藻体中で減数分裂を行い多数の単相核をもつようになり、最終的に配偶子を形成する。
有性生殖における配偶子は鞭毛をもち、対応する性の配偶子が同形同大である同形配偶子を形成する例 (アオサ属など) と、明らかに大小がある異形配偶子 (大型の配偶子を雌性、小型の配偶子を雄性とよぶ) を形成する例 (ミル属など) がある。唯一、チョウチンミドロ属 (ハネモ目) では雌性配偶子が鞭毛を欠く卵であり、卵生殖を行う。
無性生殖も一般的に見られ、藻体の分断化や、核相の変化なしに形成される遊走子などによって無性生殖を行うことがある。ウミイカダモ属は、二分裂による無性生殖を行う。またアキネートのような耐久細胞を形成する種もいる (例：アオミソウ属)。

## 生態
巨視的な大きさになるアオサ藻の多くは、海藻として沿岸域に生育しており (下図4a)、特に熱帯域で多様性が高い。大型のアオサ藻の多くは岩など基質に付着しているが、アオサ属 (アオサ目) の中には、基質から離れて浮遊しながら増殖するものも知られる (グリーンタイドの原因となる；下記参照)。またカワアオノリやウムトゥチュラノリ (アオサ目)、マリモ、カワシオグサ (シオグサ目)、チョウチンミドロ (ハネモ目) のように淡水域に生育する大型のアオサ藻もいる (下図4b)。
単細胞性など微細なアオサ藻の多くも付着藻として沿岸域に生育しているが、プランクトン性のものもおり (例：ウミイカダモ属)、また淡水域や陸上に生育している微細なアオサ藻も少なくない。スミレモ目に属する藻類は全て気生性であり、樹皮や岩、建築物の表面に生育し (上図4c)、樹木の葉に内生する種も知られる。アオサ目やスミレモ目の中には、地衣類の共生藻となるものもいる。
動物の体表に生育するアオサ藻も知られている。カイゴロモ (シオグサ目) はスガイ (潮間帯に生育する巻貝の一種) の殻上に、Annulotesta cochlephila (アオサ目) の陸貝であるキセルガイの殻上に特異的に生育している。トリコフィルス属 (Trichophilus; ヒビミドロ目) は、ナマケモノの体毛上に、おそらく特異的に生育している (上図4d)。またシンビオクロルム属 (Symbiochlorum; イグナティウス目) は、サンゴから単離された。

## 人間との関わり
ヒトエグサ (ヒビミドロ目)やスジアオノリ (アオサ目)、クビレヅタ (海ぶどう) (ハネモ目) などのアオサ藻は食用として利用され、養殖が行われている例もある (下図5a–c)。他にもカプサアオノリ (ヒビミドロ目) やミル属 (ハネモ目) を食用とすることもある。
浮遊性のアオサ属藻類が富栄養の沿岸域で大量増殖する現象は、グリーンタイド（緑潮 green tide）とよばれ、景観悪化や悪臭、生態系への悪影響などを引き起こすことが世界中で報告されている (上図5d)。一方で、グリーンタイドも含めて沿岸域で大量に増殖するアオサ類を用いた応用 (飼料や肥料、バイオ燃料) が試みられている。
アオサ藻類の中には、人間活動によって本来分布していなかった地域に分布を広げ (帰化海藻)、生態系に大きな影響を与えているものもいる。アナアオサ (アオサ目) やミル (ハネモ目) はそのような例であり、東アジアから世界中に広がったことが示唆されている。イチイヅタ (ハネモ目) のある変異型は「キラー海藻 (killer alga)」とよばれ、逸出した株が地中海で大増殖して問題となった。この変異型は野生型にくらべて大型で低温や弱光に強く、強い対植食者毒や繁殖力をもつことから大増殖して在来種の生育を阻害し、国際自然保護連合の「世界の侵略的外来種ワースト100」に選定された。ただし地中海では、2000年以降この変異型は減少し、別の外来イワヅタ類が増えている。
スミレモ目は全て陸上に生育するが、その中でケファレウロス属 (Cephaleuros) はさまざまな被子植物の葉などに寄生し、チャノキ (茶) やコーヒーノキなどに害を与えることもある (白藻病とよばれる) (上図5e)。

## 系統と分類

### 分類
現在アオサ藻綱に分類される緑藻は、古典的な分類体系では、その体制 (大まかな体のつくり) に基づいてさまざまな分類群に分類されていた。ただし大型で比較的明瞭な特徴をもつシオグサ目やカサノリ目、ハネモ目の範囲は、おおまかには現在でもあまり変わっていない。一方、ヒビミドロ目やアオサ目は、体制に基づく古典的な分類ではそれぞれ糸状および葉状の体制をもつ緑藻が分類され、現在アオサ藻とはされない種を多く含んでいた (例：クレブソルミディウムは単列糸状の体制をもちヒビミドロ目に分類されていたが、現在では独立綱とされる)。また現在アオサ藻綱に分類される種の中には、古典的な分類においてオオヒゲマワリ目やクロロコックム目に分類されていたものもある。
その後1960年代以降の微細構造学的特徴 (鞭毛装置、細胞分裂様式) の研究に基づいて、この藻群が緑色植物内の大きなグループの１つであることが認識されるようになり、アオサ藻綱 (Ulvophyceae) が提唱された。分子系統学的研究からは、アオサ藻綱の単系統性が支持されることもあるが、支持されないこともある。またアオサ藻綱に共通する微細構造学的特徴 (反時計回り型の鞭毛装置、ファイコプラストを欠く細胞質分裂) は派生形質ではない可能性があり、アオサ藻綱の主な目を独立の綱（シオグサ綱、カサノリ綱、ハネモ綱など）として扱うこともある。
アオサ藻綱は、緑藻植物門に属する。緑藻植物門の中で、アオサ藻綱は緑藻綱やトレボウクシア藻綱に近縁であり、併せてUTC系統群とよばれる単系統群を形成しているとされることが多い。分子系統解析からは、UTC系統群の中では、アオサ藻綱は緑藻綱の姉妹群であることが示唆されている。
2020年現在、アオサ藻綱には2,000種ほどが知られ、その体制、生活環、微細構造および分子系統解析に基づいてふつう9目ほどに分けられている (下表)。ただし系統的にはヒビミドロ目とアオサ目は明瞭には分けられないこともあり、中間的な位置にある単細胞またはサルシナ状群体性の種をクロロキスティス目 (Chlorocystidales) として分けることもある。アオサ藻綱の中で、ウミイカダモ目、スコティノスファエラ目、ヒビミドロ目・アオサ目が初期に分岐し、イグナティウス目、スミレモ目、シオグサ目、カサノリ目、ハネモ目が単系統群を形成することが示唆されている (下図6a)。一方でより大量の分子データに基づいた解析からは、これとは異なる分岐順が示されている (下図6b)。
| 目                     | 体制                              | 生活環 (G = 配偶体, S = 胞子体)           | 生育環境           | 種数 |
| ---------------------- | --------------------------------- | ----------------------------------------- | ------------------ | ---- |
| ウミイカダモ目         | 単細胞〜群体 (ときに鞭毛性)       | 不明                                      | 海                 | 11   |
| スコティノスファエラ目 | 単細胞                            | 不明                                      | 淡水、陸上         | 9    |
| ヒビミドロ目           | 単細胞〜多細胞 (ときに多核有隔体) | 異形世代交代 (G > S)                      | 海、淡水、陸上     | 211  |
| アオサ目               | 多細胞 (分枝糸状、膜状など)       | 同形、異形世代交代 (G < S)                | 海、淡水、陸上     | 305  |
| イグナティウス目       | 単細胞〜群体                      | 不明                                      | 淡水、陸上、海 (?) | 5    |
| スミレモ目             | 多細胞 (分枝糸状)                 | 同形世代交代                              | 陸上               | 113  |
| シオグサ目             | 多細胞 (多核有隔体)               | 同形世代交代                              | 海、淡水           | 485  |
| カサノリ目             | 多核嚢状                          | 世代交代なし                              | 海                 | 45   |
| ハネモ目               | 多核嚢状                          | 異形世代交代 (G < S, G > S)、世代交代なし | 海 (淡水)          | 594  |

|  | ヒビミドロ目 |
|  |              |
|  | アオサ目     |
|  |              |

|  | スミレモ目                                              |
|  |                                                         |
|  | シオグサ目                                              |
|  |                                                         |
|  | \| \| カサノリ目 \| \| \| \| \| \| ハネモ目 \| \| \| \| |
|  |                                                         |
|  | カサノリ目                                              |
|  |                                                         |
|  | ハネモ目                                                |
|  |                                                         |

|  | カサノリ目 |
|  |            |
|  | ハネモ目   |
|  |            |

|  | スミレモ目                                              |
|  |                                                         |
|  | シオグサ目                                              |
|  |                                                         |
|  | \| \| カサノリ目 \| \| \| \| \| \| ハネモ目 \| \| \| \| |
|  |                                                         |
|  | カサノリ目                                              |
|  |                                                         |
|  | ハネモ目                                                |
|  |                                                         |

|  | カサノリ目 |
|  |            |
|  | ハネモ目   |
|  |            |

|  | ヒビミドロ目 |
|  |              |
|  | アオサ目     |
|  |              |

|  | スミレモ目                                              |
|  |                                                         |
|  | シオグサ目                                              |
|  |                                                         |
|  | \| \| カサノリ目 \| \| \| \| \| \| ハネモ目 \| \| \| \| |
|  |                                                         |
|  | カサノリ目                                              |
|  |                                                         |
|  | ハネモ目                                                |
|  |                                                         |

|  | カサノリ目 |
|  |            |
|  | ハネモ目   |
|  |            |

|  | スミレモ目                                              |
|  |                                                         |
|  | シオグサ目                                              |
|  |                                                         |
|  | \| \| カサノリ目 \| \| \| \| \| \| ハネモ目 \| \| \| \| |
|  |                                                         |
|  | カサノリ目                                              |
|  |                                                         |
|  | ハネモ目                                                |
|  |                                                         |

|  | カサノリ目 |
|  |            |
|  | ハネモ目   |
|  |            |

|  | ヒビミドロ目 |
|  |              |
|  | アオサ目     |
|  |              |

|  | スミレモ目                                              |
|  |                                                         |
|  | シオグサ目                                              |
|  |                                                         |
|  | \| \| カサノリ目 \| \| \| \| \| \| ハネモ目 \| \| \| \| |
|  |                                                         |
|  | カサノリ目                                              |
|  |                                                         |
|  | ハネモ目                                                |
|  |                                                         |

|  | カサノリ目 |
|  |            |
|  | ハネモ目   |
|  |            |

|  | スミレモ目                                              |
|  |                                                         |
|  | シオグサ目                                              |
|  |                                                         |
|  | \| \| カサノリ目 \| \| \| \| \| \| ハネモ目 \| \| \| \| |
|  |                                                         |
|  | カサノリ目                                              |
|  |                                                         |
|  | ハネモ目                                                |
|  |                                                         |

|  | カサノリ目 |
|  |            |
|  | ハネモ目   |
|  |            |

|  | ヒビミドロ目 |
|  |              |
|  | アオサ目     |
|  |              |

|  | スミレモ目                                              |
|  |                                                         |
|  | シオグサ目                                              |
|  |                                                         |
|  | \| \| カサノリ目 \| \| \| \| \| \| ハネモ目 \| \| \| \| |
|  |                                                         |
|  | カサノリ目                                              |
|  |                                                         |
|  | ハネモ目                                                |
|  |                                                         |

|  | カサノリ目 |
|  |            |
|  | ハネモ目   |
|  |            |

|  | スミレモ目                                              |
|  |                                                         |
|  | シオグサ目                                              |
|  |                                                         |
|  | \| \| カサノリ目 \| \| \| \| \| \| ハネモ目 \| \| \| \| |
|  |                                                         |
|  | カサノリ目                                              |
|  |                                                         |
|  | ハネモ目                                                |
|  |                                                         |

|  | カサノリ目 |
|  |            |
|  | ハネモ目   |
|  |            |

|  | ヒビミドロ目 |
|  |              |
|  | アオサ目     |
|  |              |

|  | スミレモ目                                              |
|  |                                                         |
|  | シオグサ目                                              |
|  |                                                         |
|  | \| \| カサノリ目 \| \| \| \| \| \| ハネモ目 \| \| \| \| |
|  |                                                         |
|  | カサノリ目                                              |
|  |                                                         |
|  | ハネモ目                                                |
|  |                                                         |

|  | カサノリ目 |
|  |            |
|  | ハネモ目   |
|  |            |

|  | スミレモ目                                              |
|  |                                                         |
|  | シオグサ目                                              |
|  |                                                         |
|  | \| \| カサノリ目 \| \| \| \| \| \| ハネモ目 \| \| \| \| |
|  |                                                         |
|  | カサノリ目                                              |
|  |                                                         |
|  | ハネモ目                                                |
|  |                                                         |

|  | カサノリ目 |
|  |            |
|  | ハネモ目   |
|  |            |

|  | ヒビミドロ目 |
|  |              |
|  | アオサ目     |
|  |              |

|  | スミレモ目                                              |
|  |                                                         |
|  | シオグサ目                                              |
|  |                                                         |
|  | \| \| カサノリ目 \| \| \| \| \| \| ハネモ目 \| \| \| \| |
|  |                                                         |
|  | カサノリ目                                              |
|  |                                                         |
|  | ハネモ目                                                |
|  |                                                         |

|  | カサノリ目 |
|  |            |
|  | ハネモ目   |
|  |            |

|  | スミレモ目                                              |
|  |                                                         |
|  | シオグサ目                                              |
|  |                                                         |
|  | \| \| カサノリ目 \| \| \| \| \| \| ハネモ目 \| \| \| \| |
|  |                                                         |
|  | カサノリ目                                              |
|  |                                                         |
|  | ハネモ目                                                |
|  |                                                         |

|  | カサノリ目 |
|  |            |
|  | ハネモ目   |
|  |            |

|  | ヒビミドロ目 |
|  |              |
|  | アオサ目     |
|  |              |

|  | スミレモ目                                              |
|  |                                                         |
|  | シオグサ目                                              |
|  |                                                         |
|  | \| \| カサノリ目 \| \| \| \| \| \| ハネモ目 \| \| \| \| |
|  |                                                         |
|  | カサノリ目                                              |
|  |                                                         |
|  | ハネモ目                                                |
|  |                                                         |

|  | カサノリ目 |
|  |            |
|  | ハネモ目   |
|  |            |

|  | スミレモ目                                              |
|  |                                                         |
|  | シオグサ目                                              |
|  |                                                         |
|  | \| \| カサノリ目 \| \| \| \| \| \| ハネモ目 \| \| \| \| |
|  |                                                         |
|  | カサノリ目                                              |
|  |                                                         |
|  | ハネモ目                                                |
|  |                                                         |

|  | カサノリ目 |
|  |            |
|  | ハネモ目   |
|  |            |

|  | ヒビミドロ目 |
|  |              |
|  | アオサ目     |
|  |              |

|  | スミレモ目                                              |
|  |                                                         |
|  | シオグサ目                                              |
|  |                                                         |
|  | \| \| カサノリ目 \| \| \| \| \| \| ハネモ目 \| \| \| \| |
|  |                                                         |
|  | カサノリ目                                              |
|  |                                                         |
|  | ハネモ目                                                |
|  |                                                         |

|  | カサノリ目 |
|  |            |
|  | ハネモ目   |
|  |            |

|  | スミレモ目                                              |
|  |                                                         |
|  | シオグサ目                                              |
|  |                                                         |
|  | \| \| カサノリ目 \| \| \| \| \| \| ハネモ目 \| \| \| \| |
|  |                                                         |
|  | カサノリ目                                              |
|  |                                                         |
|  | ハネモ目                                                |
|  |                                                         |

|  | カサノリ目 |
|  |            |
|  | ハネモ目   |
|  |            |

|  | ヒビミドロ目 |
|  |              |
|  | アオサ目     |
|  |              |

|  | スコティノスファエラ目 |
|  |                        |
|  | カサノリ目             |
|  |                        |

|  | スミレモ目 |
|  |            |
|  | シオグサ目 |
|  |            |

|  | ヒビミドロ目 |
|  |              |
|  | アオサ目     |
|  |              |

|  | スコティノスファエラ目 |
|  |                        |
|  | カサノリ目             |
|  |                        |

|  | スミレモ目 |
|  |            |
|  | シオグサ目 |
|  |            |

|  | ヒビミドロ目 |
|  |              |
|  | アオサ目     |
|  |              |

|  | スコティノスファエラ目 |
|  |                        |
|  | カサノリ目             |
|  |                        |

|  | スミレモ目 |
|  |            |
|  | シオグサ目 |
|  |            |

|  | ヒビミドロ目 |
|  |              |
|  | アオサ目     |
|  |              |

|  | スコティノスファエラ目 |
|  |                        |
|  | カサノリ目             |
|  |                        |

|  | スミレモ目 |
|  |            |
|  | シオグサ目 |
|  |            |

|  | ヒビミドロ目 |
|  |              |
|  | アオサ目     |
|  |              |

|  | スコティノスファエラ目 |
|  |                        |
|  | カサノリ目             |
|  |                        |

|  | スミレモ目 |
|  |            |
|  | シオグサ目 |
|  |            |

|  | ヒビミドロ目 |
|  |              |
|  | アオサ目     |
|  |              |

|  | スコティノスファエラ目 |
|  |                        |
|  | カサノリ目             |
|  |                        |

|  | スミレモ目 |
|  |            |
|  | シオグサ目 |
|  |            |

|  | ヒビミドロ目 |
|  |              |
|  | アオサ目     |
|  |              |

|  | スコティノスファエラ目 |
|  |                        |
|  | カサノリ目             |
|  |                        |

|  | スミレモ目 |
|  |            |
|  | シオグサ目 |
|  |            |

|  | ヒビミドロ目 |
|  |              |
|  | アオサ目     |
|  |              |

|  | スコティノスファエラ目 |
|  |                        |
|  | カサノリ目             |
|  |                        |

|  | スミレモ目 |
|  |            |
|  | シオグサ目 |
|  |            |

|  | ヒビミドロ目 |
|  |              |
|  | アオサ目     |
|  |              |

|  | スコティノスファエラ目 |
|  |                        |
|  | カサノリ目             |
|  |                        |

|  | スミレモ目 |
|  |            |
|  | シオグサ目 |
|  |            |

|  | ヒビミドロ目 |
|  |              |
|  | アオサ目     |
|  |              |

|  | スコティノスファエラ目 |
|  |                        |
|  | カサノリ目             |
|  |                        |

|  | スミレモ目 |
|  |            |
|  | シオグサ目 |
|  |            |

|  | ヒビミドロ目 |
|  |              |
|  | アオサ目     |
|  |              |

|  | スコティノスファエラ目 |
|  |                        |
|  | カサノリ目             |
|  |                        |

|  | スミレモ目 |
|  |            |
|  | シオグサ目 |
|  |            |

|  | ヒビミドロ目 |
|  |              |
|  | アオサ目     |
|  |              |

|  | スコティノスファエラ目 |
|  |                        |
|  | カサノリ目             |
|  |                        |

|  | スミレモ目 |
|  |            |
|  | シオグサ目 |
|  |            |

|  | ヒビミドロ目 |
|  |              |
|  | アオサ目     |
|  |              |

|  | スコティノスファエラ目 |
|  |                        |
|  | カサノリ目             |
|  |                        |

|  | スミレモ目 |
|  |            |
|  | シオグサ目 |
|  |            |

|  | ヒビミドロ目 |
|  |              |
|  | アオサ目     |
|  |              |

|  | スコティノスファエラ目 |
|  |                        |
|  | カサノリ目             |
|  |                        |

|  | スミレモ目 |
|  |            |
|  | シオグサ目 |
|  |            |

|  | ヒビミドロ目 |
|  |              |
|  | アオサ目     |
|  |              |

|  | スコティノスファエラ目 |
|  |                        |
|  | カサノリ目             |
|  |                        |

|  | スミレモ目 |
|  |            |
|  | シオグサ目 |
|  |            |

|  | ヒビミドロ目 |
|  |              |
|  | アオサ目     |
|  |              |

|  | スコティノスファエラ目 |
|  |                        |
|  | カサノリ目             |
|  |                        |

|  | スミレモ目 |
|  |            |
|  | シオグサ目 |
|  |            |

| アオサ藻綱の目までの分類体系の一例と代表属 (2020年現在) 7a. マキヒトエ (ヒビミドロ目)7b. Percursaria (アオサ目)7c. スミレモ属 (スミレモ目)7d. オオバロニア (シオグサ目)7e. カサノリ属 (カサノリ目)7f. イワヅタ属 (ハネモ目) - アオサ藻綱 Ulvophyceae Mattox & Stewart, 1984 - ウミイカダモ目 Oltmannsiellopsidales T.Nakayama, Shin Watanabe & I.Inouye, 1996 Halochlorococcum, Neodangemannia, ウミイカダモ属 (Oltmannsiellopsis) - スコティノスファエラ目 Scotinosphaerales Skaloud, Kalina, Nemjová, De Clerck & Leliaert, 2013 Scotinosphaera - ヒビミドロ目 Ulotrichales Borzì, 1895 [含 モツレグサ目 Acrosiphoniales Kornmann ex P.C. Silva, 1982] ヒトエグサ属 (Monostroma), マキヒトエ属 (Gayralia; 右図7a), ランソウモドキ属 (Collinsiella), Hazenia, Protoderma, ヒビミドロ属 (Ulothrix), カプサアオノリ属 (Capsosiphon), シリオミドロ属 (Urospora), モツレグサ属 (Acrosiphonia) など - アオサ目 Ulvales Blackman & Tansley, 1902 [含 ネジレミドリ目 Phaeophilales Chappell, O’Kelly, L.W. Wilcox & G.L. Floyd, 1990] Bolbocoleon, ネジレミドリ属 (Phaeophila), アオサ属 (Ulva；アオノリ属 Enteromorpha を含む), ヤブレグサ属 (Umbraulva), ナイセイイトモ属 (Entocladia), アワビモ属 (Ulvella), トゲナシツルギミドロ属 (Claniophora), モツキヒトエ属 (Kornmannia), ヒメアオノリ属 (Blidingia), Pseudendoclonium, Percursaria (右図7b) など - イグナティウス目 Ignatiales Leliaert & Škaloud, 2018 Ignatius, Pseudocharacium, Symbiochlorum - スミレモ目 Trentepohliales Chadefaud ex R.H.Thompson & D.E.Wujek, 1997 Cephaleuros, Phycopeltis, スミレモ属 (Trentepohlia; 右図7c) など - シオグサ目 Cladophorales Haeckel, 1894 [含 ミドリゲ目 Siphonocladales (Blackman & Tansley) Oltmanns, 1904] マリモ属 (Aegagropila), アオミソウ属 (Pithophora), カイゴロモ属 (Pseudocladophora), ネダシグサ属 (Rhizoclonium), シオグサ属 (Cladophora), ジュズモ属 (Chaetomorpha), アミモヨウ属 (Microdictyon), アオモグサ属 (Boodlea), アミハ属 (Struvea), マガタマモ属 (Boergesenia), キッコウグサ属 (Dictyosphaeria), バロニア属 (Valonia; 右図7d) など - カサノリ目 Dasycladales Pascher, 1931 フデノホ属 (Neomeris), ウスガサネ属 (Cymopolia), ミズタマ属 (Bornetella), イソスギナ属 (Halicoryne), カサノリ属 (Acetabularia; 右図7e) など - ハネモ目 Bryopsidales J.H.Schaffner, 1922 [含 イワヅタ目 Caulerpales Feldmann, 1946; ミル目 Codiales Feldmann, 1954; ツユノイト目 Derbesiales Feldmann, 1954] カイガラミドリイト属 (Ostreobium), ハネモ属 (Bryopsis), ツユノイト属 (Derbesia), ミル属 (Codium), イワヅタ属 (Caulerpa; 右図7f), サボテングサ属 (Halimeda), マユハキモ属 (Chlorodesmis), ハゴロモ属 (Udotea) など |

### 化石記録
アオサ藻綱と考えられている化石記録は、比較的古い時代から知られている。シオグサ目に類似する生物の化石記録は、およそ7–8億年前に遡る。中国のエディアカラ紀の地層である陡山沱累層 (約6億年前) からも、多核嚢状のアオサ藻と考えられる化石が報告されている。またカサノリ目は石灰化するため化石記録が豊富であり (右図)、少なくともカンブリア紀に遡る (右図8a)。
またハネモ目にも石灰化する種が含まれ、化石記録が多い (右図8b)。特にサボテングサ類は、造礁サンゴやサンゴモ類 (紅藻) などと共にサンゴ礁やラグーンの石灰堆積物の主要構成要素となる。

## ギャラリー

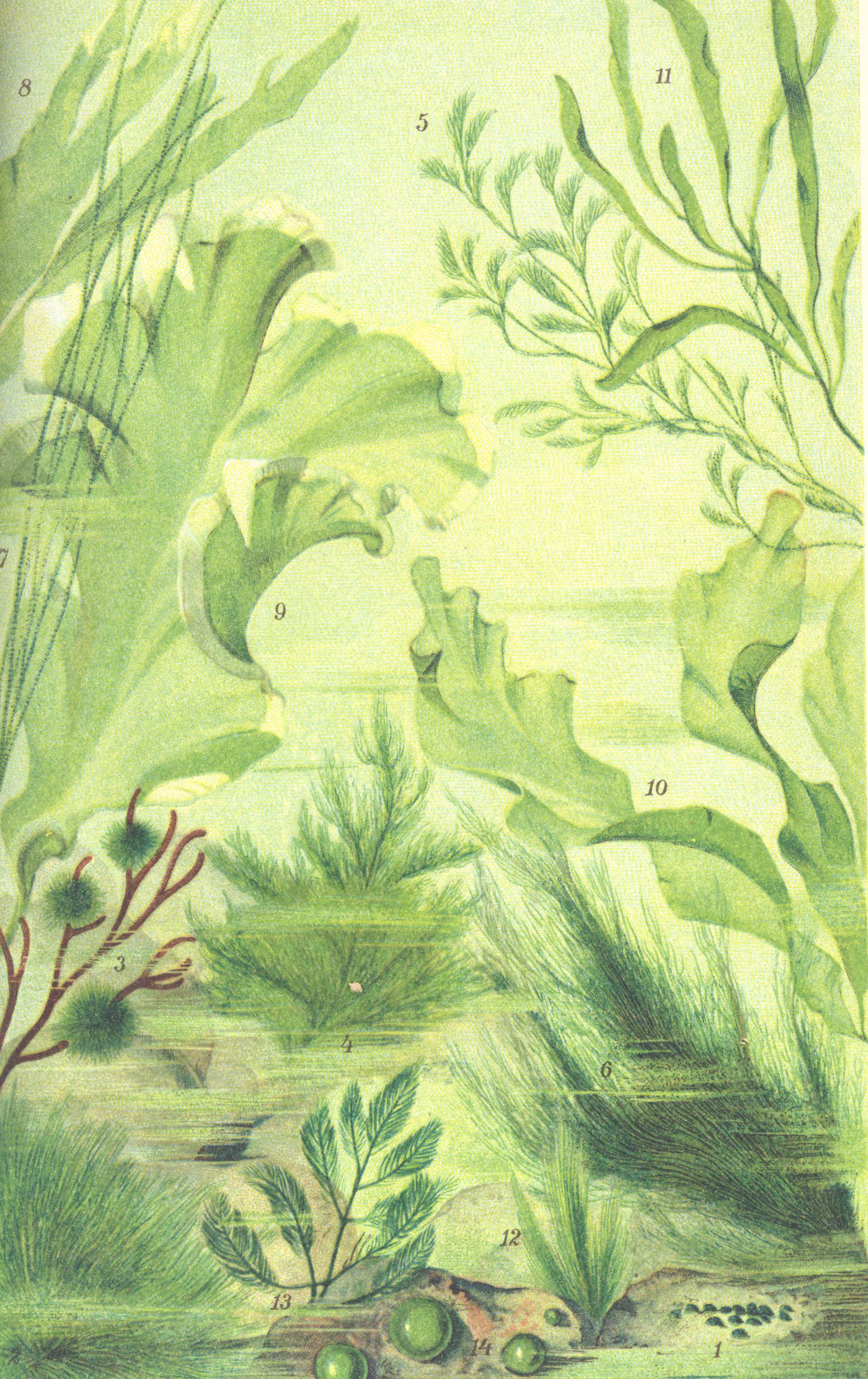
アオサ藻いろいろ
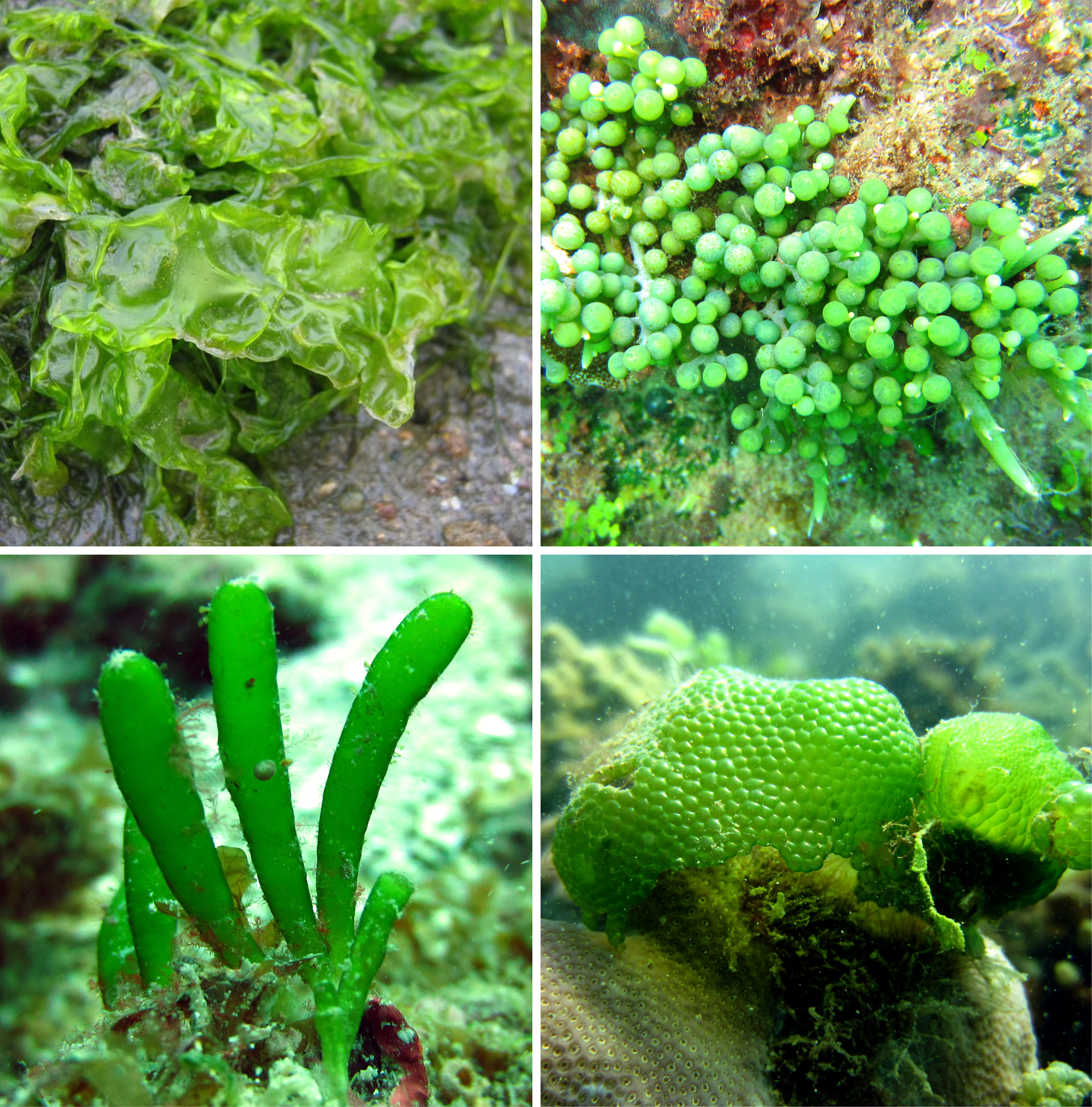
アオサ藻いろいろ
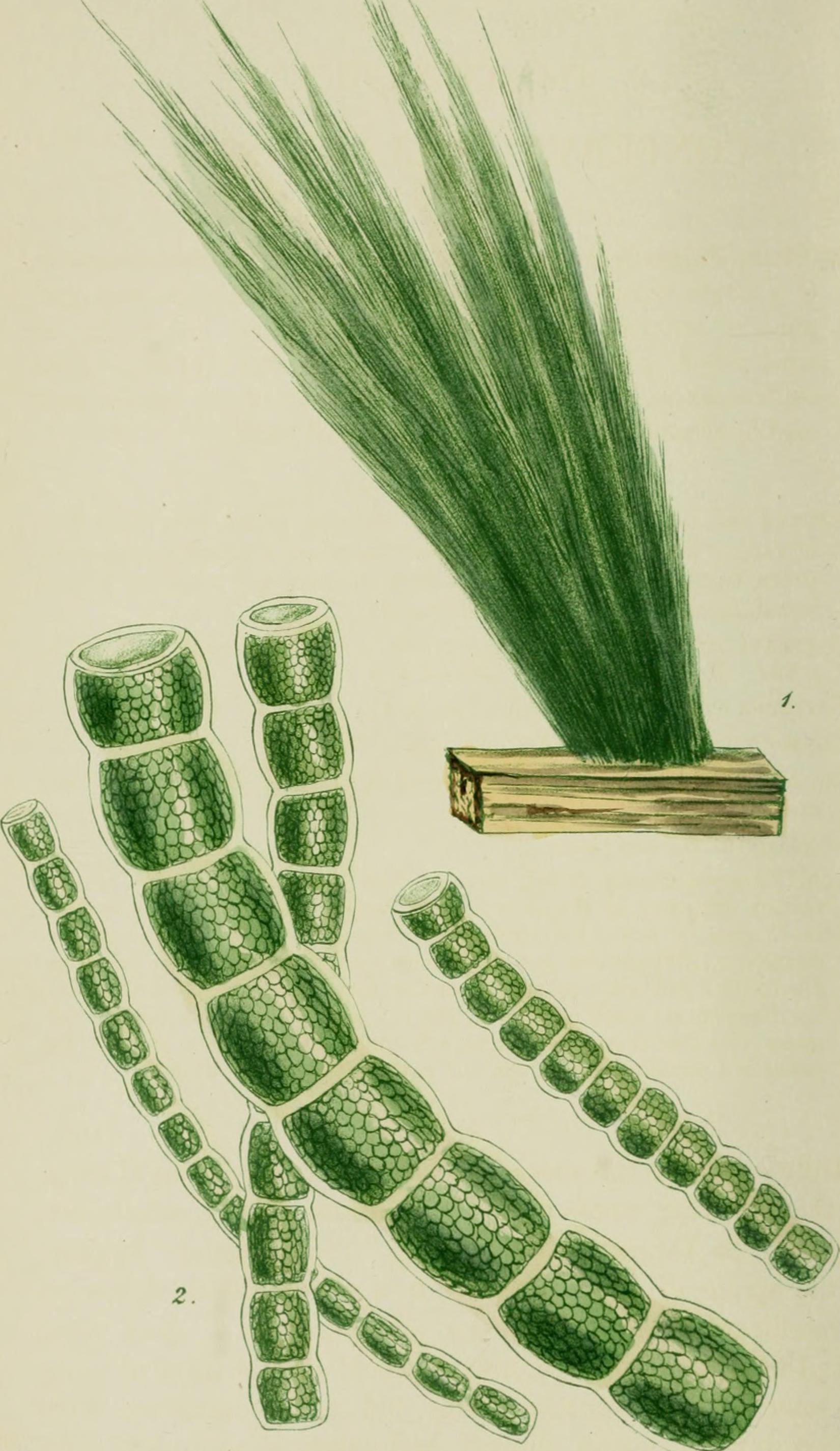
シリオミドロ属 (ヒビミドロ目)
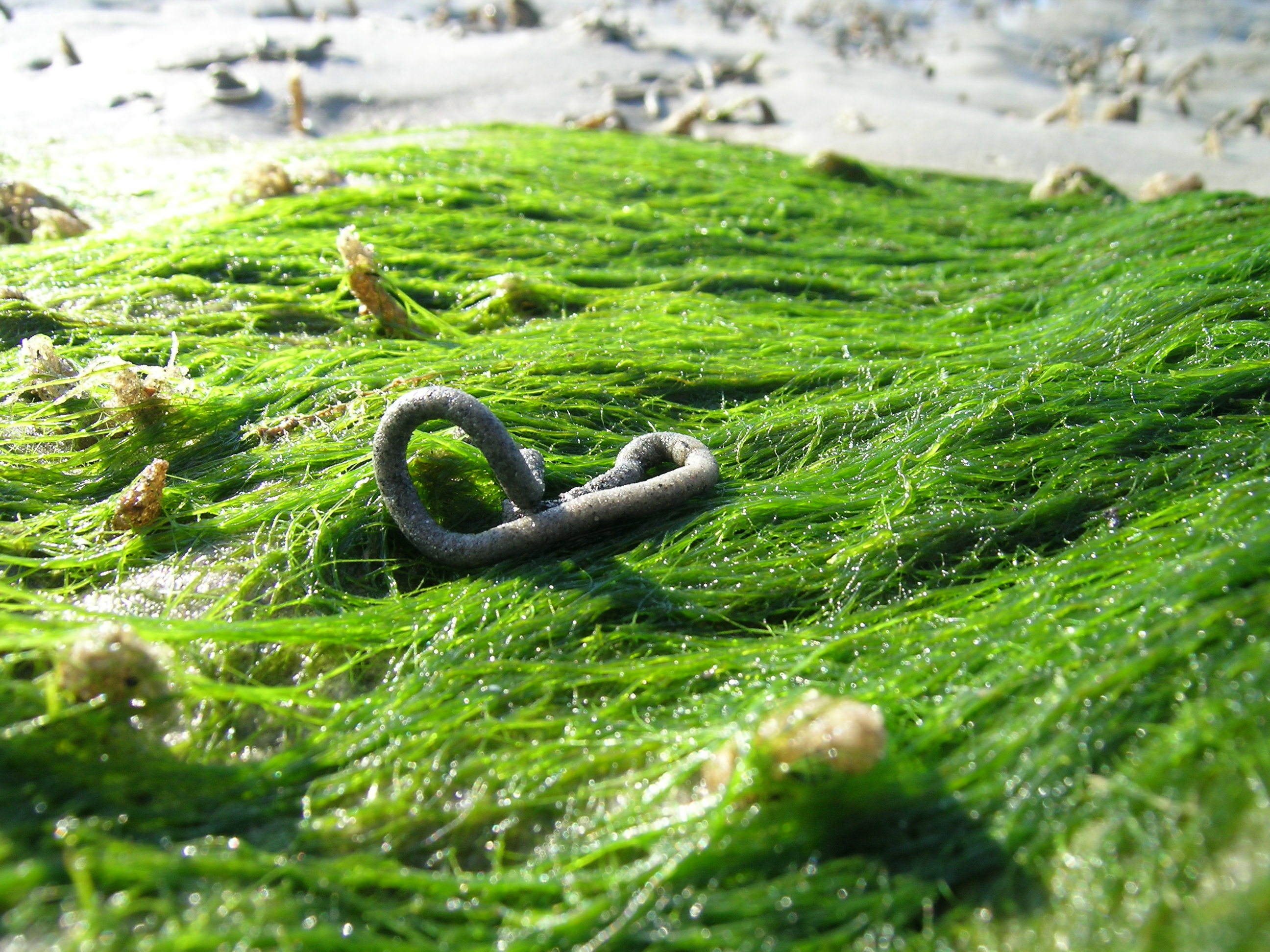
ヒメアオノリ属 (アオサ目)
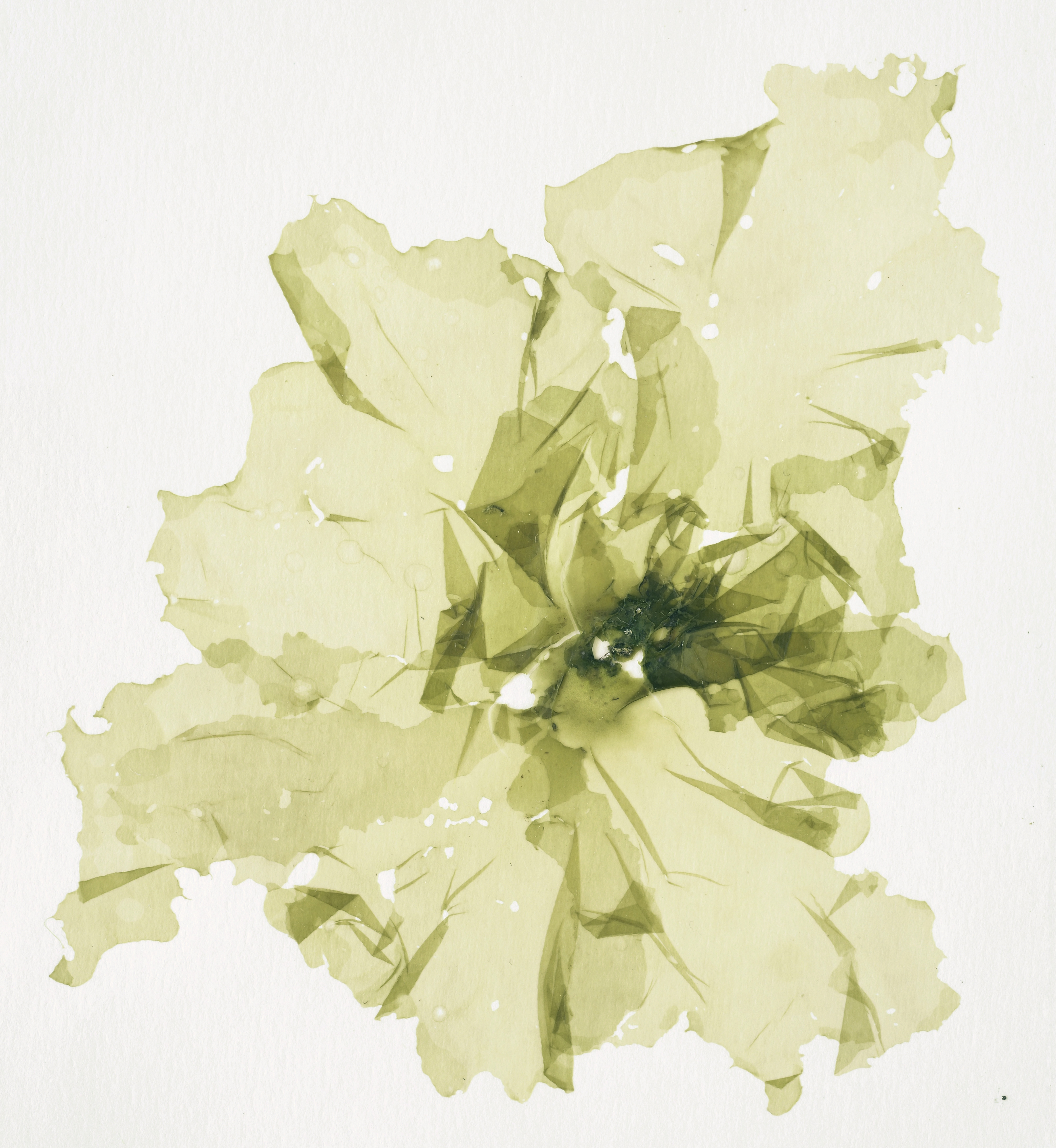
アオサ属 (アオサ目)
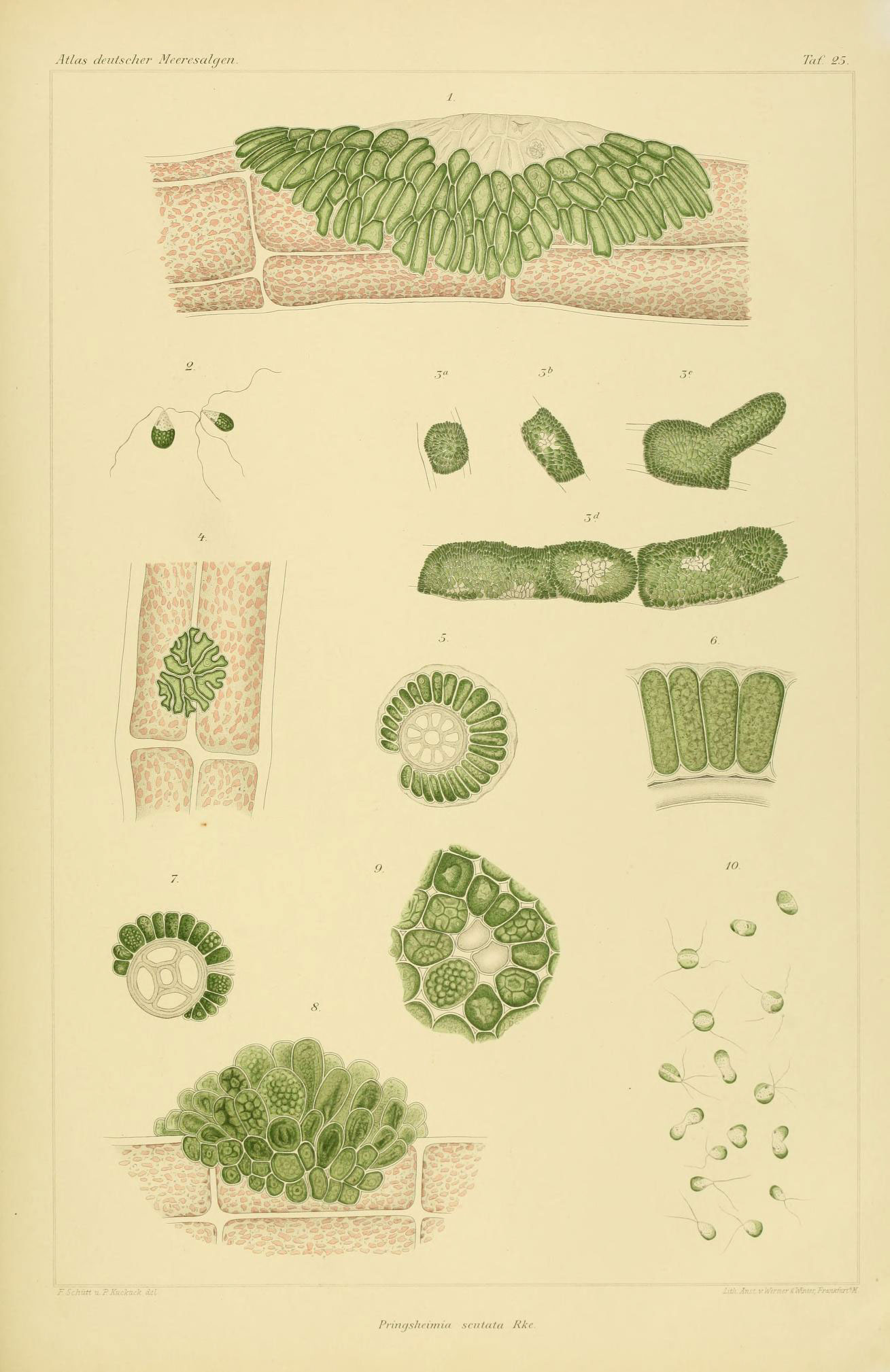
アワビモ属 (アオサ目)
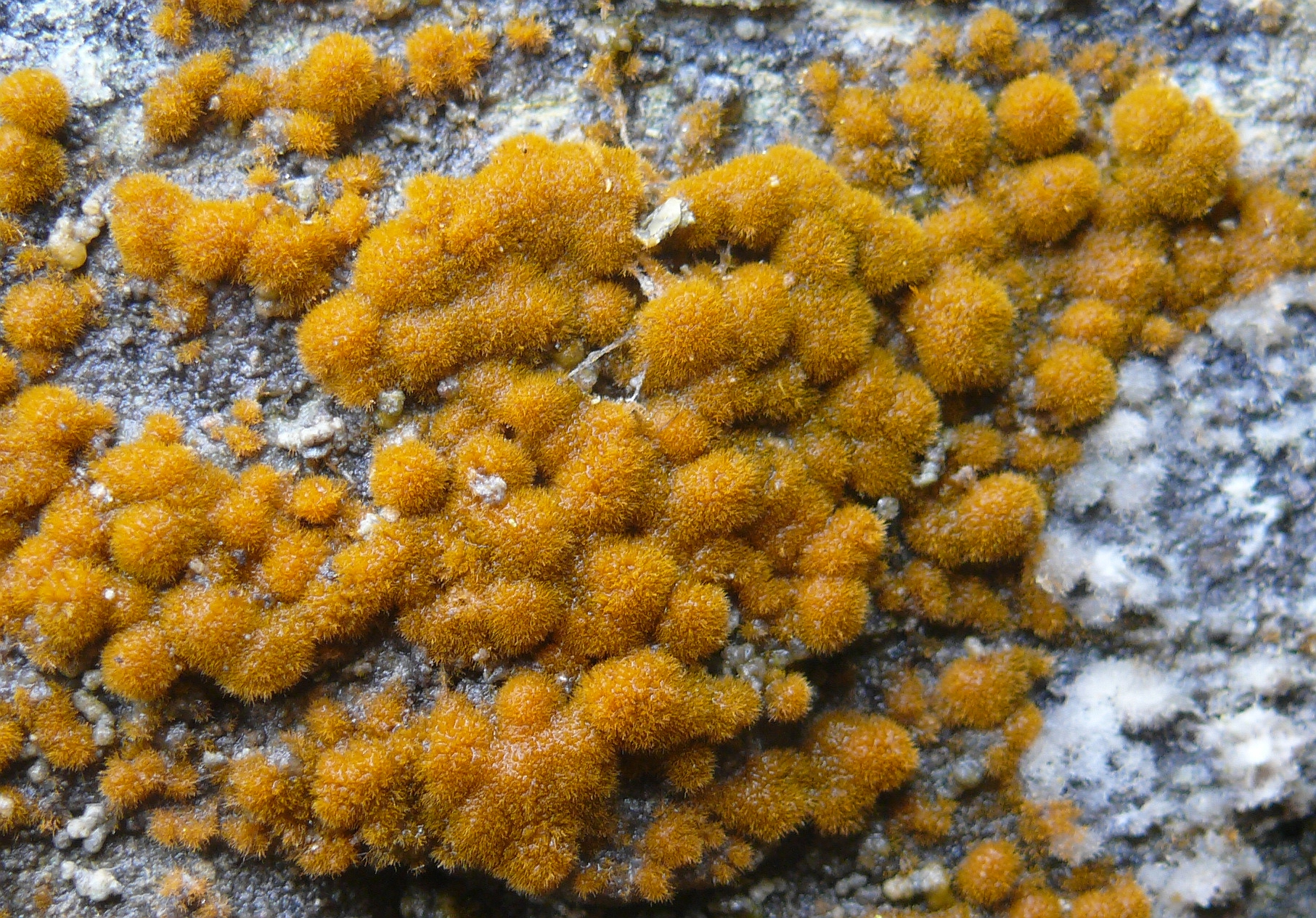
スミレモ属 (スミレモ目)
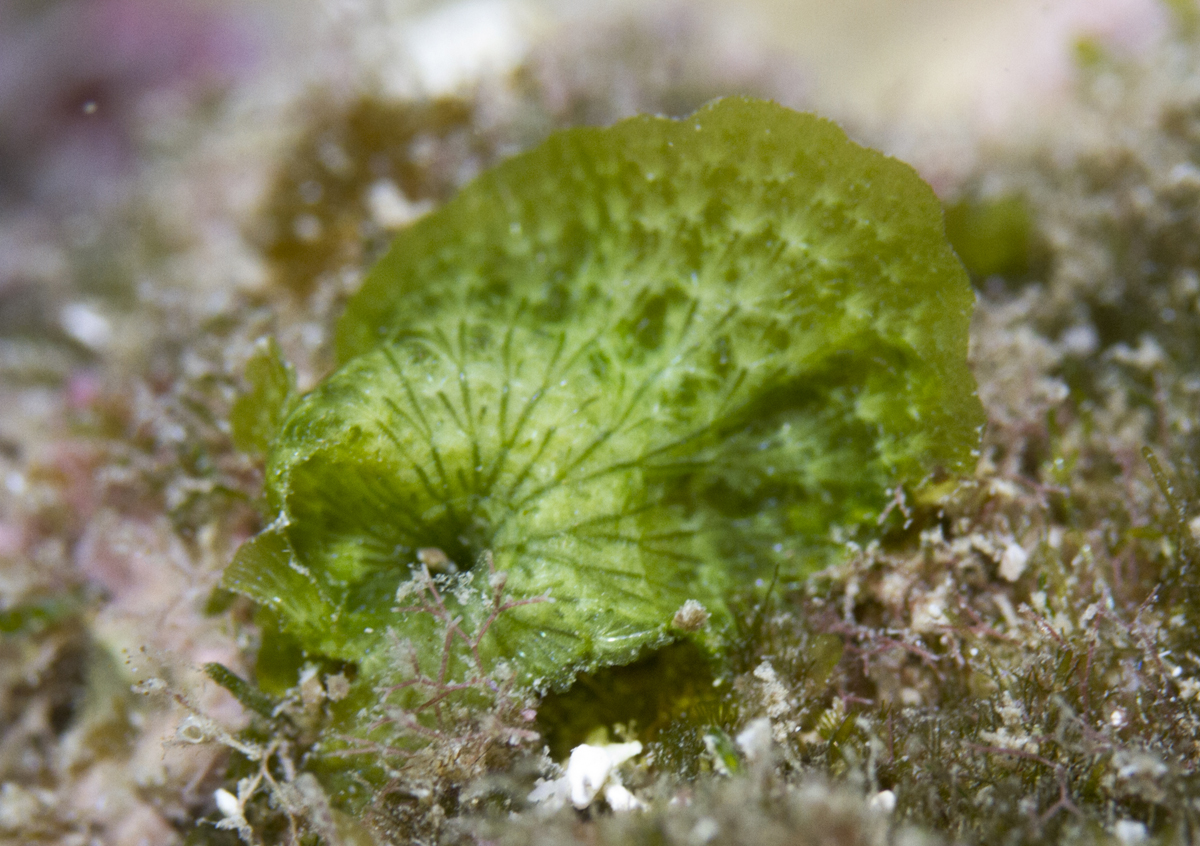
ウキオリソウ属 (シオグサ目)
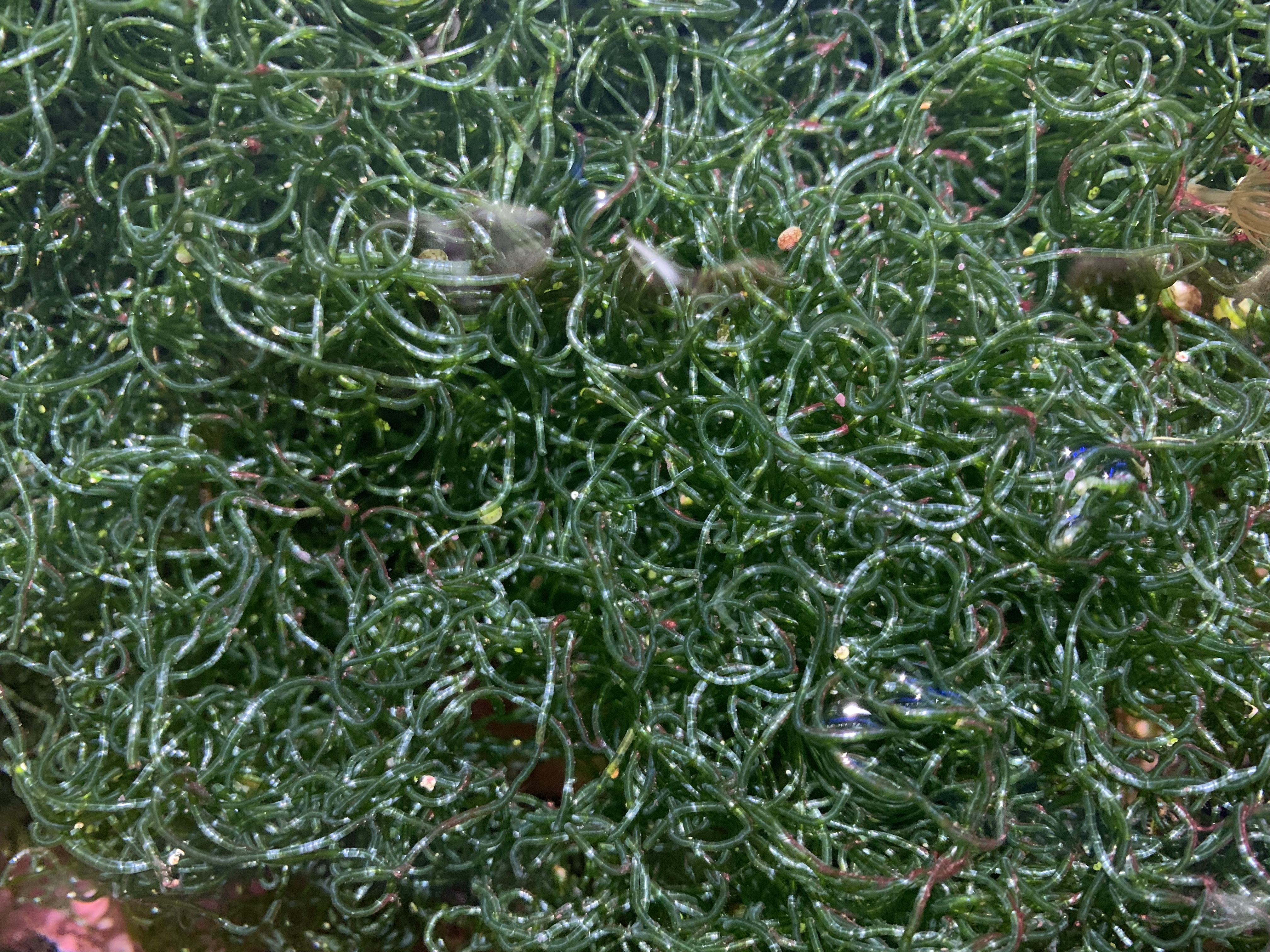
ジュズモ属 (シオグサ目)
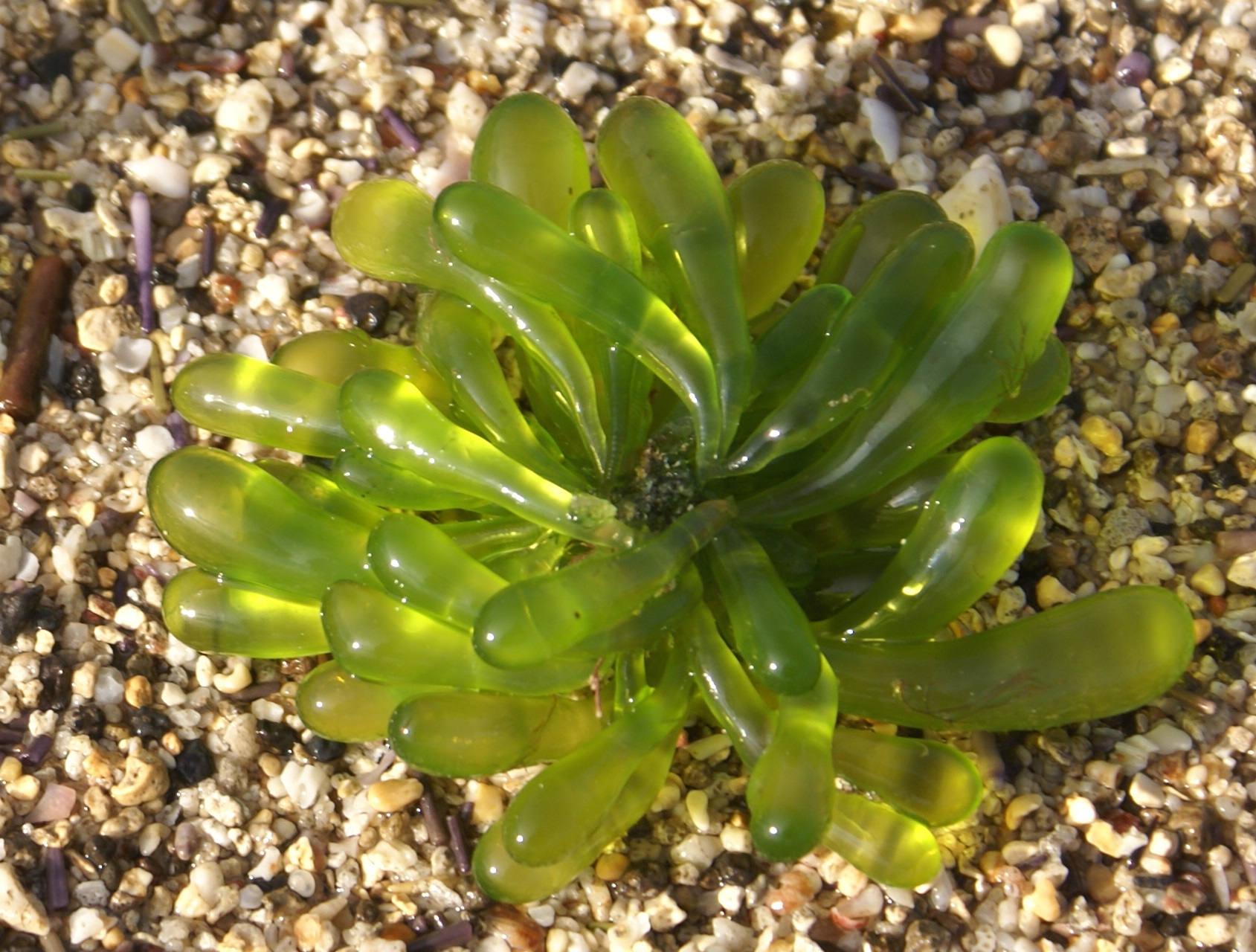
マガタマモ属 (シオグサ目)
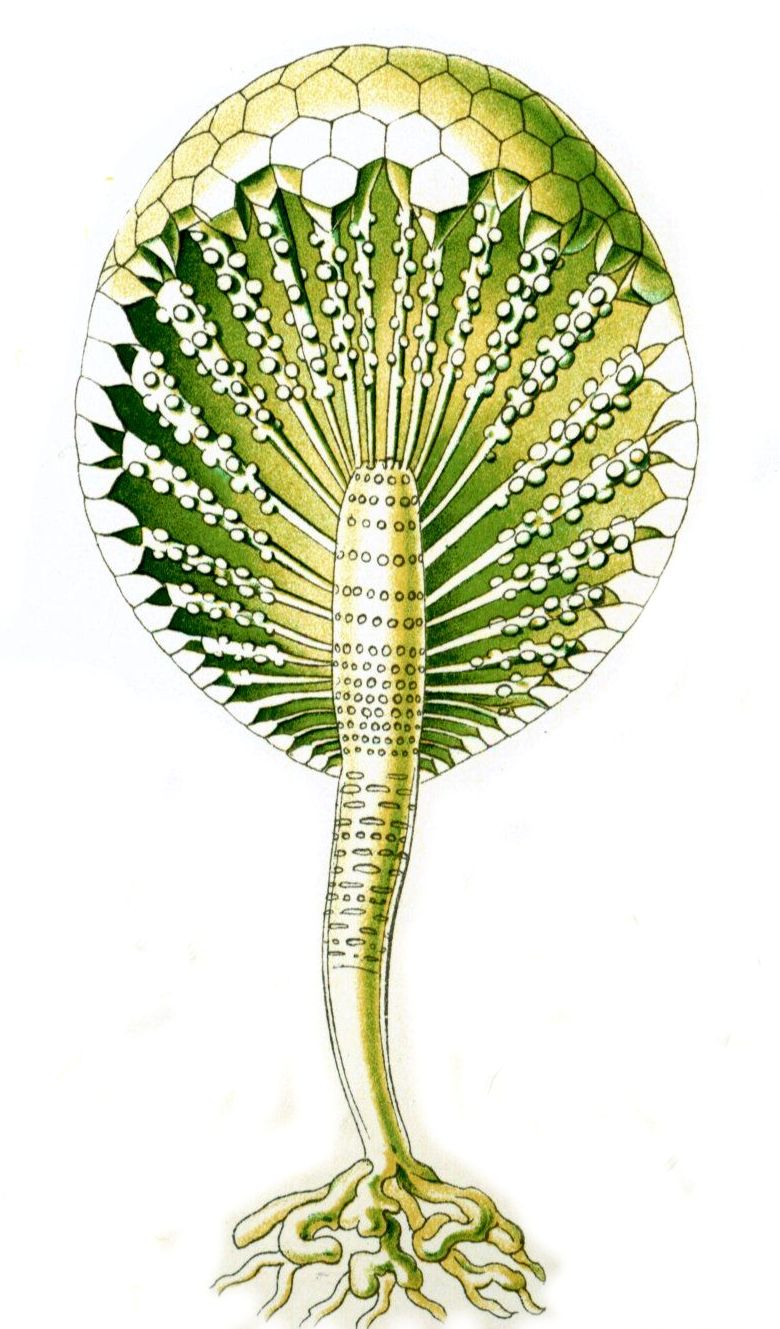
ミズタマ属 (カサノリ目)
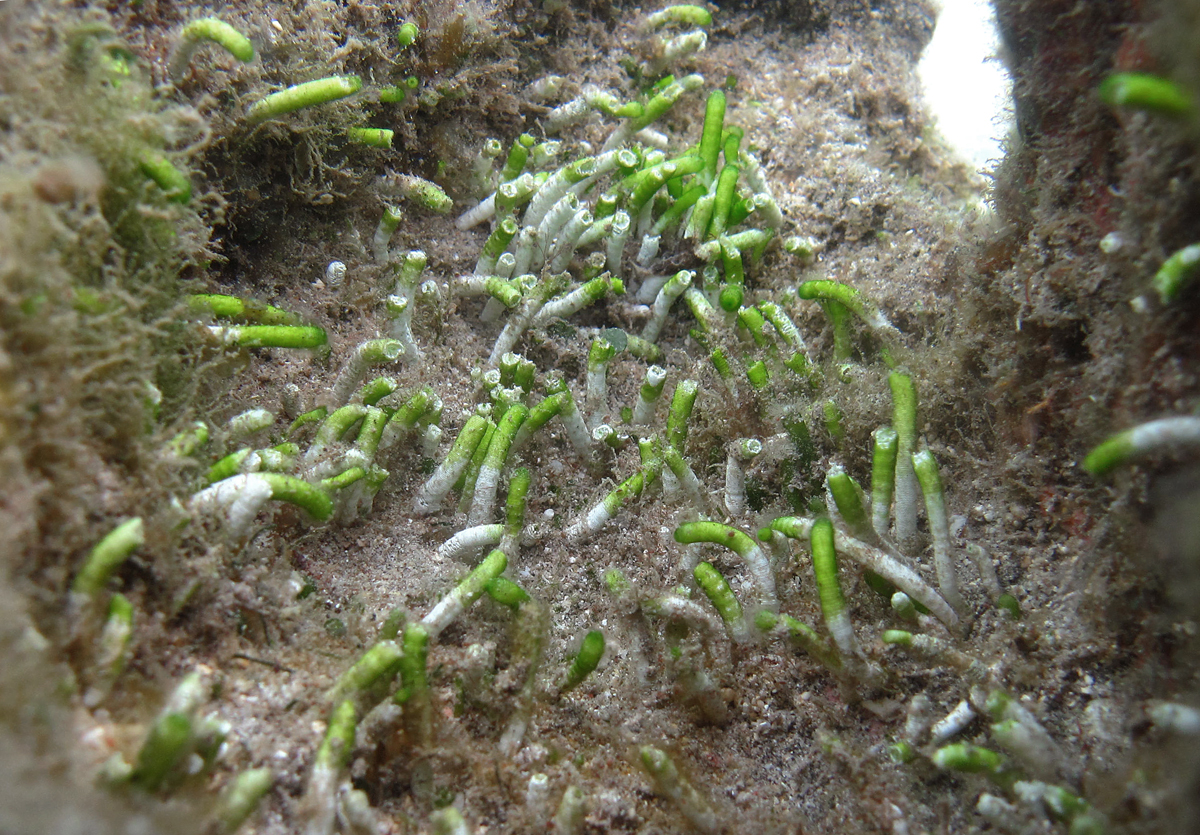
フデノホ属 (カサノリ目)
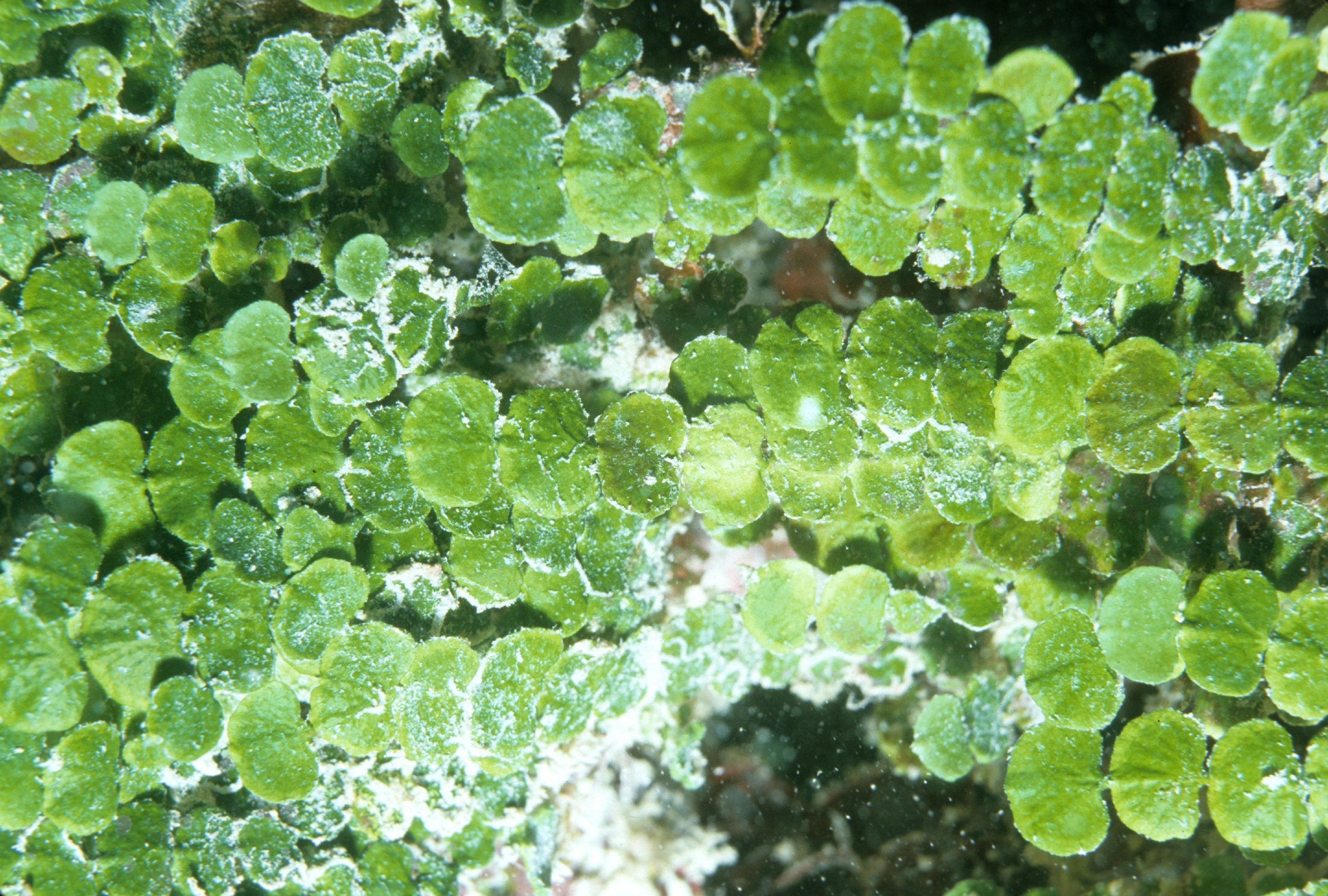
サボテングサ属 (ハネモ目)
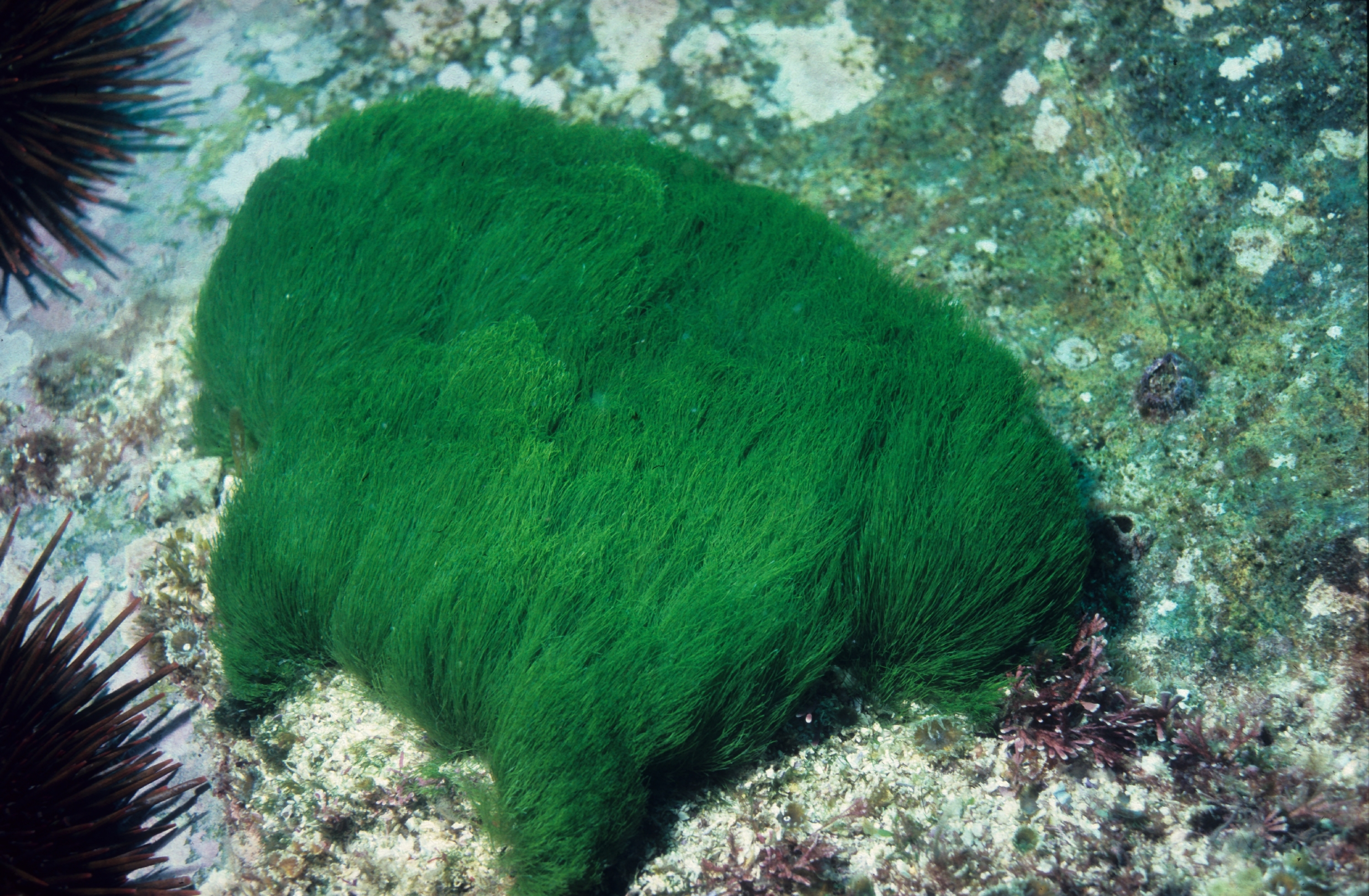
マユハキモ属 (ハネモ目)
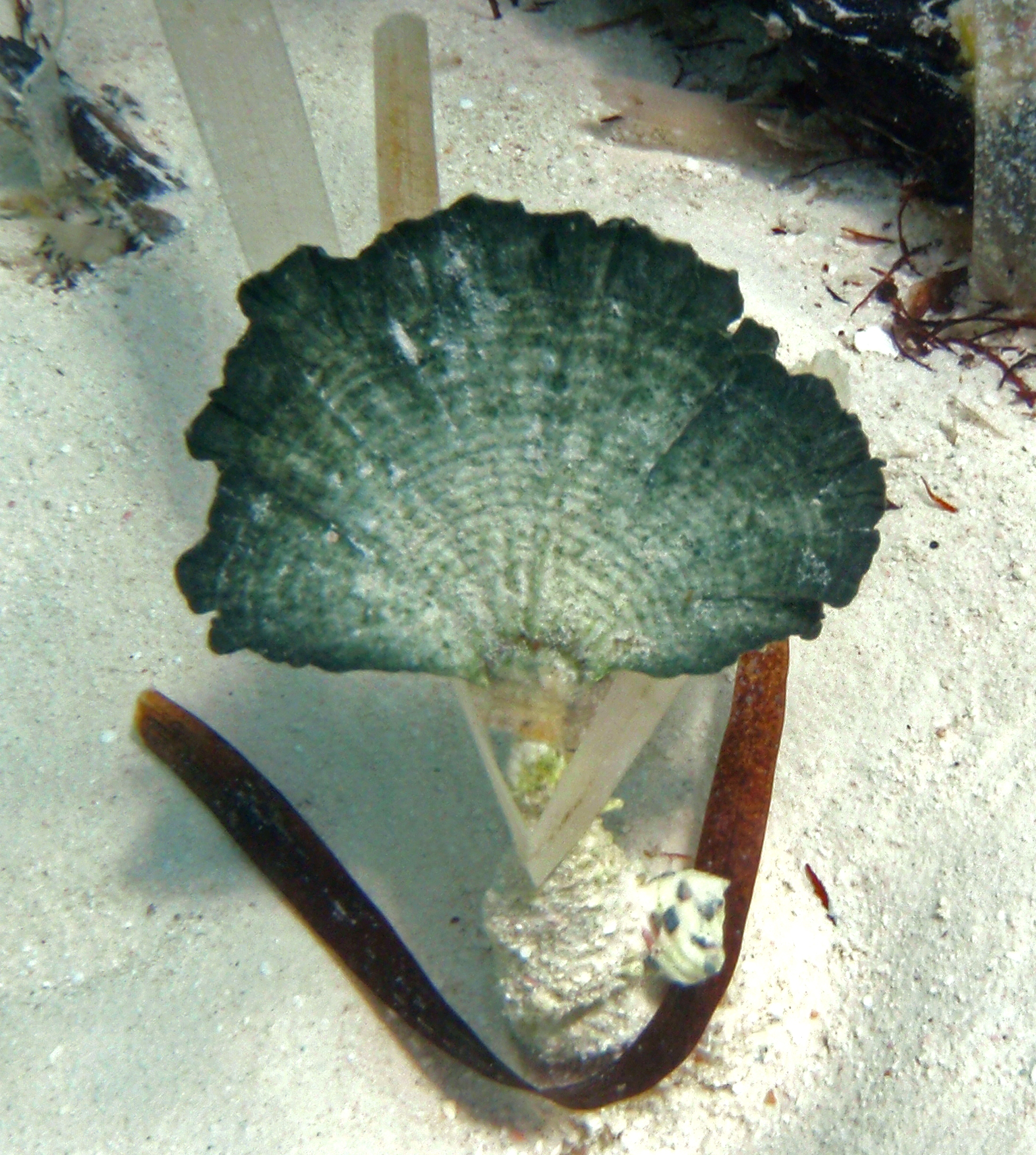
ハゴロモ属 (ハネモ目)